# Imdžinská válka
Imdžinská válka byla válka mezi Japonskem a korejsko-čínskou aliancí v letech 1592–1598.
Do začátku 90. let 16. století japonský vojevůdce a politik Hidejoši Tojotomi sjednotil pod svou vládou celou zemi. Vláda nad Japonskem ale nestačila jeho ambicím a proto se rozhodl dobýt mingskou Čínu. Obrátil se na korejskou vládu s žádostí o spojenectví a umožnění průchodu japonské armády do Číny. Korea však uznávala svoji vazalskou závislost na Číně a Japonce odmítla. Na to japonská vláda zareagovala přípravou vpádu do Koreje.
Japonská vojska se vylodila v Koreji roku 1592. Špatně připravená korejská armáda nekladla větší odpor a Japonci rychle postupovali, už po dvaceti dnech obsadili Soul a pokračovali dále na sever. Nicméně okupace země vyvolala vlnu lidového odporu, která přerostla v regulérní partyzánskou válku. V organizaci odporu měly velmi důležitou roli vítězství korejského námořnictva vedeného admirálem I Sun-sinem v létě a na podzim 1592. Vzchopila se i korejská pozemní armáda a navíc počátkem roku 1593 vyslala čínská vláda Korejcům na pomoc početný sbor v čele s generálem Li Žu-sungem. Čínsko-korejská vojska do května 1593 vytlačila většinu útočníků z Koreje. Roku 1593 Japonci souhlasili s jednáním o příměří, s cílem získat čas pro novou ofenzívu. Ale ani další invaze roku 1597 nebyla úspěšná a do konce příštího roku byli Japonci poraženi.